# Indicatif régional 803

L'indicatif régional 803 est l'indicatif téléphonique régional qui dessert le centre de l'État de la Caroline du Sud aux États-Unis, incluant la capitale de l'État, Columbia.
Les principales villes couvertes par l'indicatif sont :
- Aiken, population 29 494 ;
- Columbia, population 129 272 ;
- Rock Hill, population 71 459 ;
- Sumter, population 40 524.

L'indicatif régional 803 fait partie du Plan de numérotation nord-américain.

## Historique des indicatifs régionaux de la Caroline du Sud
Cet indicatif date de 1947 et est l'un des indicatifs originaux du Plan de numérotation nord-américain. En 1947, l'indicatif couvrait tout l'État de la Caroline du Sud.
Le 3 décembre 1995, une première scission de l'indicatif 803 a créé l'indicatif 864 qui couvre la partie ouest de la Caroline du Sud.
Le 22 mars 1998, une seconde scission de l'indicatif 803 a créé l'indicatif 843 qui couvre la partie est de l'État.